# 国家百科全书
《国家百科全书》（Nationalencyklopedin）是当代知识覆盖面最广的瑞典语百科全书，1980年由瑞典政府出资170万瑞典克朗开始编撰，该笔款项已于1990年12月全额偿还。印刷版有20卷、172000篇文章，网络版则包括260000篇文章（截止2005年6月）。

## 历史
该百科全书的编撰计划始于1980年，政府委员会开始和几家出版商商谈此事。1985年协商结束，由赫加奈斯的Bra Böcker出版社负责此项目。该书于1989年12月初版了第一卷，之前已有54000名客户预定。
《國家百科全書》的关联计划还有：
- 《NE:s Ordbok》，三卷本词典（1995-1996）
- 《NE:s Årsband》，一个互补的多卷本辞书，关注最近发生的事件和即时信息，1997年后每年出一次。
- 《NE:s Sverigeatlas》，瑞典地图册（1998）
- 《NE:s Världsatlas》，世界地图册（1998）
- 《NE-spelet》，包含8000个问题的问答游戏集（1999）